# Pedro Lucio Cuadra
Pedro Lucio Cuadra (Santiago; 1840 - 24 de abril de 1894) fue un ingeniero geógrafo y político liberal chileno.

## Biografía
Nació en Santiago de Chile, en 1841; hijo de Pedro de la Cuadra y Baeza y Tránsito Luque y Rodríguez.
Realizó sus humanidades en el Instituto Nacional y curso ingeniería en la Universidad de Chile, titulándose de ingeniero geógrafo y de minas en 1859, trabajando para Pedro José Amado Pissis en el esfuerzo por levantar el plano topográfico y geológico de Chile. De sus estudios que realizó compuso su libro Geografía física y política de Chile. Posteriormente publicaría en los anales de la universidad su trabajo Desecación de las vegas de Chile. Otras de sus obras serían Bosquejo de la Geografía de Chile, Geografía Física de Chile y otras
En 1864 se integró a la Universidad como profesor de mecánica y manejo de máquinas, y cuatro años después era miembro de la Facultad de Matemáticas. Fue gerente del Banco Garantizador de Valores, luego superintendente del mineral de caracoles y gerente del Banco de Valparaíso.

## Trayectoria política
Afiliado al Partido Liberal (PL). Llegó al Congreso Nacional en 1870 como diputado por Linares (1870-1873, 1876-1879, 1879-1882).
En electo senador por Linares (1882-1888 y 1888-1894) y el mismo año designado ministro de Hacienda por el presidente Domingo Santa María. Dejó el cargo el 18 de enero de 1884. Fue también presidente de la Comisión Organizadora de la Exposición Nacional e Industrial en la Quinta Normal de 1884.
Fundó la Cámara de Comercio de Valparaíso. Tras viajar unos años por el extranjero, fue nombrado ministro de Justicia en 1886, ocupando el cargo hasta su caída en 1888, encargándose de la reorganización del nuevo ministerio con él como ministro del Interior. Durante su ministerio se creó la provincia de Antofagasta.
Durante la Guerra Civil de 1891 se mantuvo neutral, decidiéndose retirarse de la política. Tras el triunfo de la revolución fue elegido senador por Linares (1891-1897), pero su actuación en el Senado fue opaca comparada con épocas anteriores.
| Predecesor: Luis Aldunate Carrera  | Ministro de Hacienda 25 de abril de 1882 - 18 de enero de 1884                               | Sucesor: Ramón Barros Luco   |
| Predecesor: Emilio Crisólogo Varas | Ministro de Justicia, Culto e Instrucción Pública 18 de septiembre - 30 de noviembre de 1886 | Sucesor: Adolfo Valderrama   |
| Predecesor: Adolfo Valderrama      | Ministro de Justicia e Instrucción Pública 28 de junio de 1887 - 12 de abril de 1887         | Sucesor: Federico Puga Borne |
| Predecesor: Aníbal Zañartu         | Ministro del Interior 12 de abril - 2 de noviembre de 1888                                   | Sucesor: Ramón Barros Luco   |